# Göttingische Gelehrte Anzeigen
Die Göttingischen Gelehrten Anzeigen sind eine deutsche Rezensions- und Literaturzeitschrift. Sie gilt als älteste noch erscheinende wissenschaftliche Zeitschrift im deutschen Sprachraum.
In dieser Fachzeitschrift besprechen Wissenschaftler zeitgenössische wissenschaftliche Werke kritisch. Der erste Band erschien 1739 unter dem Titel Göttingische Zeitung(en) von gelehrten Sachen, seit 1747 unter Leitung des Mediziners Albrecht von Haller. Seit 1753 wurde die Zeitschrift von der 1751 gegründeten Akademie der Wissenschaften zu Göttingen herausgegeben und trug bis 1801 den Titel Göttingische Anzeigen von gelehrten Sachen. 1802 wurde der heutige Titel eingeführt; seitdem erscheint die Zeitschrift im Verlag Vandenhoeck & Ruprecht, bis auf die Jahre 1896 bis 1935, als sie vom Berliner Verlag Weidmann verlegt wurde. Unterbrechungen gab es nur zwischen 1944 und 1953, ferner in den Jahren 1960 und 1961.
Seit dem 260. Jahrgang 2008 wurde die zeitweilig thematische Einengung zugunsten der anfänglichen interdisziplinären („polyhistorischen“) Orientierung aufgegeben: Es werden nun auch wieder Neuerscheinungen aus Politikwissenschaft, Ökonomie sowie naturwissenschaftliche Publikationen mit Relevanz für die Geisteswissenschaften besprochen.